# جبل غنيم (تيماء)
جبل غنيم؛ يقع جنوب شرق محافظة تيماء بمسافة 10كم عن المحافظة وهو عبارة عن سلسة جبال تمتد من الشرق إلى الغرب وفي قمته يوجد بناء مهدم يعتقد أنه معبد لمعبود صلم وتحتوي قمته على نقوش ثمودية ورسومات للمعبود والذي يمثل على شكل ثور.
قامت في سنة "١٩٦٢"م بعثة أمريكية من المستشرقين الأميركان، بزيارة مواضع من المملكة العربية السعودية؛ ومن ضمنها مواقع جبل غنيم في محافظة تيماء، حيث ظفرت بنماذج من فخار قديم، ونقلت صورًا لكتابات ثمودية ونبطية، أهمها الكتابات التي وجدتها في قمة "جبل غنيم" الذي يقع على مسافة ثمانية أميال من جنوب "تيماء".